# 厄布洛博火山
厄布洛博火山是印度尼西亞的火山，位於弗洛勒斯島中南部，行政方面由東努沙登加拉省負責管轄，海拔高度2,124米，最近一次火山爆發在1969年。

## 外部連結
- Global Volcanism Program （页面存档备份，存于）